# Chacaicosaurus
Chacaicosaurus es un género extinto de un ictiosaurio tunosaurio de hocico largo descubierto en el noroeste de la Patagonia argentina.

## Descripción
Chacaicosaurus es conocido sólo a partir del holotipo MOZ 5803, un esqueleto parcial articulado el cual preserva un cráneo parcial y una aleta delantera completa. Sus restos fueron recolectados en la localidad Chacaico Sur de la biozona del ammonite Emileia giebeli en la formación Los Molles del Grupo Cuyo, que data de principios de la época del Bajociano en el Jurásico Medio, hace entre 171.6-170 millones de años. Fue hallado cerca de la ciudad de Zapala en la cuenca Neuquén. Chacaicosaurus, junto con Mollesaurus periallus, el cual fue hallado en la misma localidad, son los únicos especímenes ictiosaurios diagnósticos del intervalo entre el Aaleniense al Bathoniense.
En su descripción original Fernández no asignó a Chacaicosaurus a alguna familia en particular. Maisch y Matzke (2000) y Maisch (2010) consideraron que era un avanzado estenopterígido. Sin embargo, un reciente análisis cladístico encontró que Chacaicosaurus es un tunosaurio basal el cual está situado fuera tanto de Stenopterygiidae como de Ophthalmosauridae.

## Etimología
Chacaicosaurus fue nombrado originalmente por Marta S. Fernández en 1994 y la especie tipo es Chacaicosaurus cayi. El nombre del género se deriva del nombre de la localidad Chacaico Sur, en la cual se halló el holotipo, y sauros, el término griego para "lagarto".